# Coffin Bay Peninsula
Coffin Bay Peninsula är en halvö i Australien. Den ligger i delstaten South Australia, omkring 310 kilometer väster om delstatshuvudstaden Adelaide.
Trakten runt Coffin Bay Peninsula består i huvudsak av gräsmarker. Trakten runt Coffin Bay Peninsula är nära nog obefolkad, med mindre än två invånare per kvadratkilometer. Genomsnittlig årsnederbörd är 579 millimeter. Den regnigaste månaden är juni, med i genomsnitt 131 mm nederbörd, och den torraste är januari, med 16 mm nederbörd.